# Риналдо I д’Есте
Вижте пояснителната страница за други личности с името Риналдо д’Есте.
Риналдо I д’Есте (на италиански: Rinaldo I d'Este; * 1230, Ферара; † 1251) е италиански благородник и политик от рода Есте.

## Произход
Той е син на Ацо VII д’Есте, известен също като Ацо Новело (* 1205, † 1264), маркграф и господар на Ферара и на Есте, и на първата му съпруга Джована от Пулия († 1233). Има три сестри:
- Беатриче II (* ок. 1226; † 1262), монахиня във Ферара 1254 г., 1256 г. абатеса и основателка на манастира „Сан Антонио ин Полезине“ във Ферара, блажена на Католическата църква
- Кубитоза, съпруга на Изнардо, маркиз на Маласпина
- Констанца († сл. 1315), съпруга на Умберто, граф на Марема, и на Гулиелмо Палавичини, маркиз на Шипионо; монахиня в манастира „Сан Антонио ин Полезине“ във Ферара

## Биография
Той е предаден от баща си на император Фридрих II Швабски като залог за доверие през 1239 г. Когато Ацо VII открито се обявява в полза на Църквата, Риналдо първоначално е затворен в затвора в Кремона, а по-късно в Пулия, където вероятно умира от отравяне през 1251 г. по съвет на Ецелино III да Романо.

## Брак и потомство
∞ 1235 за Аделаида († 1251), дъщеря на кондотиера и трубадур Алберико да Романо и  племенница на Ецелино III да Романо, от която няма деца.
Риналдо има три извънбрачни деца:
- Обицо II д’Есте (* 1247/1452, Неапол, Сицилианско кралство, или Пулия; † 20 януари или 13 февруари 1293), маркиз на Ферара (1264 – 1293), ∞ 1. юли 1263 за Якопина Фиески († декември 1287), дъщеря на Николò Фиески от Лаваня и племенница на папа Инокентий IV, от която има двама сина и една дъщеря 2. 1289 за Костанца дела Скала (* ок. 1263, † 1306, Ферара), дъщеря на Алберто I дела Скала, сеньор на Верона, от която има син и дъщеря. Има трима извънбрачни сина.
- Пиетро д'Есте († 1304), кондотиер
- Костанца д'Есте, ∞ за Гуидо да Лоцо